# Raina Hein
Raina Hein es una modelo estadounidense, más conocida por haber obtenido el segundo lugar en el ciclo 14 de America's Next Top Model, siendo la elegida por el jurado Krista White.

## Biografía
Nació en un barrio occidental de Minnetonka, Minnesota. Asistió a la escuela secundaria de Minnetonka. Estuvo becada en la Universidad de Concordia, en Saint Paul, graduándose en 2010 en comunicación y radiodifusión. Vive con sus padres y su hermano menor. Antes de entrar en ANTM Raina ya había firmado con una pequeña agencia de modelos en Minnesota.

## En America's Next Top Model
Fue elegida como una de las 13 participantes que competirían por se la nueva America's Next Top Model. Ese ciclo el programa se realizó en Nueva York. Llegó a la gran final que se llevó a cabo en Nueva Zelanda. Sin embargo la ganadora elegida por los jueces resultó ser Krista White, por lo cual Hein ocupó el lugar de finalista.
Durante toda la competencia fue una gran favorita del público y los jueces. Su rostro es considerado uno de los más hermosos en toda la historia del programa. En muchas ocasiones se le comparó con la actriz Brooke Shields.
Su cuerpo era un tema de debate, ya que no se le podía considerar petite ni tampoco talla grande.
En una entrevista a finales de 2010 tanto André Leon Talley Como Nigel Barker dijeron que se arrepentian de haber votado por Krista White como ganadora del ciclo 14

## Vida después de ANTM
Firmó con tyra banks, Wihelmina Model y se trasladó a Minneapolis, donde realizó fotos de prueba con Ignate Models INC. Ha realizado una gran galería de fotos.
- Ha modelado para Jenny Carle Colección verano y diseñadores como Christian Siriano, Whitney Port, Camilla Skovgaard, Rupert Sanderson y Erin Fetherston.
- Ha caminado por las pasarelas de Anna Sui - Auckland: 2010, Rachel Roy – New York: 2009, Vera Wang – Dubái: 2010, Macy’s – Minneapolis: 2010 y EnVision – Minneapolis: 2009, 2010.
- Ha aparecido en revistas como Boutique Cliche, Twin Cities Declaración Magazine, edición mayo de 2010 de la revista Seventeen, Bazar de Harper Saudita, Revista de Metro, la revista Grazia.
- Ha realizado campañas publicitarias para Symphony (Dubái) – Europa/medio oriente: 2010, Vanity – US National: 2009, 2010, Mall of America – US Regional: 2010, dentro de sus contratos y catálogos estas CoverGirl 2010,[4] ShopNBC 2009, 2010, Betsey Johnson 2009, Ribnick Furs 2010 y Sarah’s Intimates 2010.[5]
- Trabajó con Maroon 5 en el video Sugar 2014.